# KISSしたい睫毛
『KISSしたい睫毛』（キスしたいまつげ）は、フジテレビ系列で2018年3月6日から3月27日まで毎週火曜日 23:30 - 23:40（JST）に放送されていたテレビドラマ。ミニ番組でもある。

## 概要
FODおよびdTVのドラマ『彼氏をローンで買いました』のスピンオフドラマとして制作され、同ドラマでは主人公の友人として登場する飯山由愛を主人公として送るミニドラマ。『彼氏をローンで買いました』とは同じ世界観のもと毎週物語が展開していく。
ドラマ内のアイテムとしてイミュ株式会社のアイメイク商品『デジャヴュ』のインフォマーシャルが別途組み込まれ、ドラマ内につながるよう構成されている。

## あらすじ
大手商社キャピタルホールディングス東京の受付嬢として働く飯山由愛。女子力の強い彼女であったが、カフェから出てきたサラリーマンとぶつかったことをきっかけにして西城利光と出逢う。

西城には彼女がいることを知った由愛だったが、同僚の受付嬢・多恵、ひよりの助言を参考にし、睫毛をチャームポイントにしてアプローチを開始する。

## キャスト

### 主要人物
飯山由愛
演 - 久松郁実
西城利光
演 - 野替愁平
多恵
演 - 真野恵里菜
安藤ひより
演 - 小野ゆり子

## 音楽

### 主題歌
- 「Life is beautiful」BiSH （WACK MUSIC）

### 挿入歌
- 「春風」DOBERMAN INFINITY （LDH MUSIC）

## スタッフ
- 企画：清水一幸
- 脚本：野島伸司
- 演出：加藤裕将
- 音楽：鈴木ヤスヨシ
- プロデューサー：清水一幸、郷田悠（FCC）
- 制作協力：フジクリエイティブコーポレーション
- 制作著作：フジテレビ

## ネット局
| 放送対象地域   | 放送局                      | 系列           | 放送日時             |
| -------------- | --------------------------- | -------------- | -------------------- |
| 関東広域圏     | フジテレビ（CX） 【制作局】 | フジテレビ系列 | 火曜日 23:30 - 23:40 |
| 北海道         | 北海道文化放送（uhb）       | フジテレビ系列 | 火曜日 23:30 - 23:40 |
| 岩手県         | 岩手めんこいテレビ（mit）   | フジテレビ系列 | 火曜日 23:30 - 23:40 |
| 宮城県         | 仙台放送（OX）              | フジテレビ系列 | 火曜日 23:30 - 23:40 |
| 秋田県         | 秋田テレビ（AKT）           | フジテレビ系列 | 火曜日 23:30 - 23:40 |
| 山形県         | さくらんぼテレビ（SAY）     | フジテレビ系列 | 火曜日 23:30 - 23:40 |
| 福島県         | 福島テレビ（FTV）           | フジテレビ系列 | 火曜日 23:30 - 23:40 |
| 長野県         | 長野放送（NBS）             | フジテレビ系列 | 火曜日 23:30 - 23:40 |
| 新潟県         | 新潟総合テレビ（NST）       | フジテレビ系列 | 火曜日 23:30 - 23:40 |
| 静岡県         | テレビ静岡（SUT）           | フジテレビ系列 | 火曜日 23:30 - 23:40 |
| 富山県         | 富山テレビ（BBT）           | フジテレビ系列 | 火曜日 23:30 - 23:40 |
| 石川県         | 石川テレビ（ITC）           | フジテレビ系列 | 火曜日 23:30 - 23:40 |
| 福井県         | 福井テレビ（FTB）           | フジテレビ系列 | 火曜日 23:30 - 23:40 |
| 中京広域圏     | 東海テレビ（THK）           | フジテレビ系列 | 火曜日 23:30 - 23:40 |
| 近畿広域圏     | 関西テレビ（KTV）           | フジテレビ系列 | 火曜日 23:30 - 23:40 |
| 島根県・鳥取県 | 山陰中央テレビ（TSK）       | フジテレビ系列 | 火曜日 23:30 - 23:40 |
| 岡山県・香川県 | 岡山放送（OHK）             | フジテレビ系列 | 火曜日 23:30 - 23:40 |
| 広島県         | テレビ新広島（tss）         | フジテレビ系列 | 火曜日 23:30 - 23:40 |
| 愛媛県         | テレビ愛媛（EBC）           | フジテレビ系列 | 火曜日 23:30 - 23:40 |
| 高知県         | 高知さんさんテレビ（KSS）   | フジテレビ系列 | 火曜日 23:30 - 23:40 |
| 福岡県         | テレビ西日本（TNC）         | フジテレビ系列 | 火曜日 23:30 - 23:40 |
| 佐賀県         | サガテレビ（sts）           | フジテレビ系列 | 火曜日 23:30 - 23:40 |
| 長崎県         | テレビ長崎（KTN）           | フジテレビ系列 | 火曜日 23:30 - 23:40 |
| 熊本県         | テレビ熊本（TKU）           | フジテレビ系列 | 火曜日 23:30 - 23:40 |
| 鹿児島県       | 鹿児島テレビ（KTS）         | フジテレビ系列 | 火曜日 23:30 - 23:40 |
| 沖縄県         | 沖縄テレビ（OTV）           | フジテレビ系列 | 火曜日 23:30 - 23:40 |

## 放送日程
| 各話   | 放送日  | サブタイトル           | 演出 |
| ------ | ------- | ---------------------- | ---- |
| 第1話  | 3月6日  | 上げすぎ睫毛に要注意   |      |
| 第2話  | 3月13日 | 睫毛で彼を閉じ込める   |      |
| 第3話  | 3月20日 | 睫毛にためた涙をポロリ |      |
| 最終話 | 3月27日 | 睫毛にご褒美           |      |

最終話は「キリンチャレンジカップ2018 in ヨーロッパ」（日本×ウクライナ）中継が5分延長されたため、23:35 - 23:45に5分遅れで放送。